# 鮻
鮻为輻鰭魚綱鲻形目鲻科鮻屬的一种鱼类，俗名西鱼、赤眼鲻、泥鲻、梭鱼、红目鲢、红目呆。分布于日本、朝鲜以及中国沿海等，屬于暖温性底层鱼类。其主要生活于浅海或河口咸淡水交汇处，屬雜食性，可做為食用魚。该物种的模式产地在长崎。